# Pseudocrossidium perrevolutum
Pseudocrossidium perrevolutum är en bladmossart som beskrevs av Richard Henry Zander 1993. Pseudocrossidium perrevolutum ingår i släktet rullmossor, och familjen Pottiaceae. Inga underarter finns listade i Catalogue of Life.